# Christiane Sengstack
Christiane Sengstack, auch Sengstacke, geb. Christiane Eleonore Christel Grund (*  24. August 1783 in Dresden; † 27. Mai 1867 in Bremen) war eine deutsche Pianistin und Sängerin.

## Biografie
Christiane Grund war die Tochter des aus Sachsen stammenden Hamburger Musiklehrers Georg Friedrich Grund und von Christiane Eleonore Rund geb. Steinert. Sie hatte neun Geschwister, u. a. den Komponisten, Dirigenten und Musiklehrer Friedrich Wilhelm Grund (1791–1874), den Konzertmeister Eduard Grund (1802–1871) und die Pianistin und Sängerin Henriette Grund.
Ihr Vater bildete sie am Klavier aus. Als Achtjährige spielte sie erstmals öffentlich im Hamburger Schauspielhaus. Durch den Erfolg der Tochter stieg der Vater rasch zu einem gefragten Klavierlehrer auf. 1792 berichtete der Hamburgischer Correspondent vom „schnellen Fortschritt“ der jungen Pianistin. Es folgten weitere Auftritte alleine oder mit ihrem Bruder Fritz im Schauspielhaus, im Komödienhaus und in der Harmonie der Gesellschaft Harmonie. Sie erlernte zudem u. a. „vier Sprachen richtig sprechen und schreiben“ berichtete Louis Spohr in seinen Lebenserinnerungen von ihrem hohen Bildungsstand.
1795 trat sie erstmals als Sängerin auf und danach immer weniger als Pianistin. Mit um 14 Lebensjahren erteilte sie auch Klavierunterricht. Die Allgemeine musikalische Zeitung berichtete 1807: „Unter den Dilettanten zeichnen sich auf dem Pianoforte zwey Frauenzimmer aus, welche mehrmals in Konzerten gespielt haben; nämlich: Mad. Sengstacke [Christiane Grund, verh. Sengstack] und Dem. Müller. Beyde spielen mit Leichtigkeit, Sicherheit und Ausdruck... Sie scheinen beyde vorzüglich an Mozarts und Beethovens herrlichsten Sachen zu hangen.“
Sie heiratete 1802 den Bremer Fabrikanten Georg Friedrich Sengstack (1777–1861), der in der Neustadt eine Seifenfabrik betrieb. Die Familie lebte in Bremen-Mitte, Am Brill. Ab um 1830 konnte durch den wirtschaftlichen Aufschwung die Familie ein beträchtliches Vermögen erwirtschaftet werden. Das Ehepaar hatte 16 Kinder.
Sengstack wirkte ab 1816 im Vorstand der Sing-Akademie in Bremen mit, die 1815 u. a. vom Domorganist Wilhelm Friedrich Riem, dem Domkantor Wilhelm Christian Müller und seiner Tochter, der Pianistin Elise Müller neu gegründet wurde. 1820 wurde die Schwester von Carl Maria von Weber von der Singakademie engagiert, als der Komponist mit ihr in Bremen weilte. Im Haus der Familie Sengstack wurden häufig Privatkonzerte veranstaltet und sie trat als Pianistin  auf, die u. a. Werke von Beethoven spielte. Öffentlich trat sie danach selten als Sängerin auf. So sang sie im Oktober 1822 bei einem Konzert ihres Bruders Eduard Grund in Bremen. Daniel Julius Klugkist, Organisator bei der Singakademie und Sohn von Bürgermeisters Hieronymus Klugkist, bedauerte die musikalische Zurückhaltung von Sengstack mit den Worten: „Man ist in Bremen verwöhnt durch Frau Christiane Sengstack, von der es heißt, dass ‚deren seelenvolles Flügelspiel unvergleichlich erschien,.... Sie ist durch Gesang und Spiel das unübertreffliche Muster gewesen, in welchem sich Seele, Fertigkeit und Grazie zu dem schönsten Ganzen vereinigen.“